# Cunctator
Cunctator is een Romeins agnomen en betekent: "de terughoudende" of "de twijfelaar".
Een beroemd drager van deze agnomen is:
- Quintus Fabius Maximus Verrucosus Cunctator, Romeins dictator.